# Північний регіон (Бразилія)
Північний регіон Бразилії включає, з заходу на схід, штати Рондонія (порт. Rondônia), Акрі (Acre), Амазонас (Amazonas), Рорайма (Roraima), Пара (Pará), Амапа (Amapá) і Токантінс (Tocantins). Регіон знаходиться обабіч екватору і токож відомий як «Амазонія». Штат Токантінс був створений з північної частини штату Ґояс (у Центрально-західному регіоні) в 1988 році. Колишня федеральна територія Рондонія стала штатом у 1986 році, а Рорайма і Амапа — у 1988.

## Населення і економіка
У 1996 Північ мала 11,1 млн мешканців або 7 % населення країни. Проте, ця доля швидко зросла в 1970 — 1980-х в результаті міжрегіональної міграції і високої норми народження. Найбільша густота населення відзначається в східних штатах — Пара і Рондонія. Головні міста — Манаус (1,4 млн.) в штаті Амазонас, Белен (1,279 млн.), Анаіндеуа (392 тис.) і Сантарен (262 тис.) в штаті Пара та Порту-Вельо (314 тис.) в штаті Рондонія. Доход на душу населення нижчий за середній у країні, від 2 888 доларів США на рік у штаті Амазонас до 901 доларів у штаті Токантінс.

## Природа
Маючи площу 3 869 638 км², Північ — найбільший регіон країни, що вкриває 45,3 % її території. Більша частина регіону належить до басейна річки Амазонка. Головний біом регіону — вологий тропічний ліс або сельва, відомий своєю біологічною різноманітністю. Північ служить джерелом лісових виробів, від таких як сасапарель, какао, кориця, і черепахове масло в колоніальний період до каучуку і бразильських горіхів у сучасний період. У середині двадцятого століття також стали важливими вироби гірничої промисловості та сільського господарства, з 1980-х розвивається лісова промисловість. У 1990 році, 6,6 % території регіону було змінено діяльністю людини, від 0,9 % в штаті Амапа до 14,0 % в штаті Рондонія.